# Heliconius sara

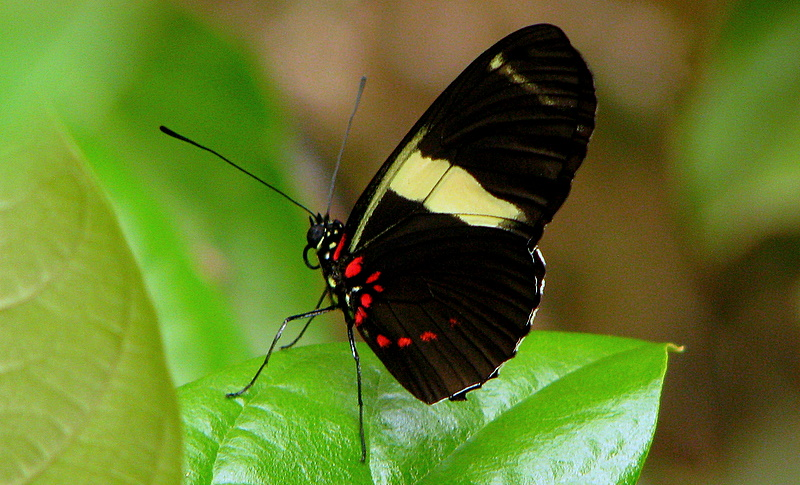
Flügelunterseite

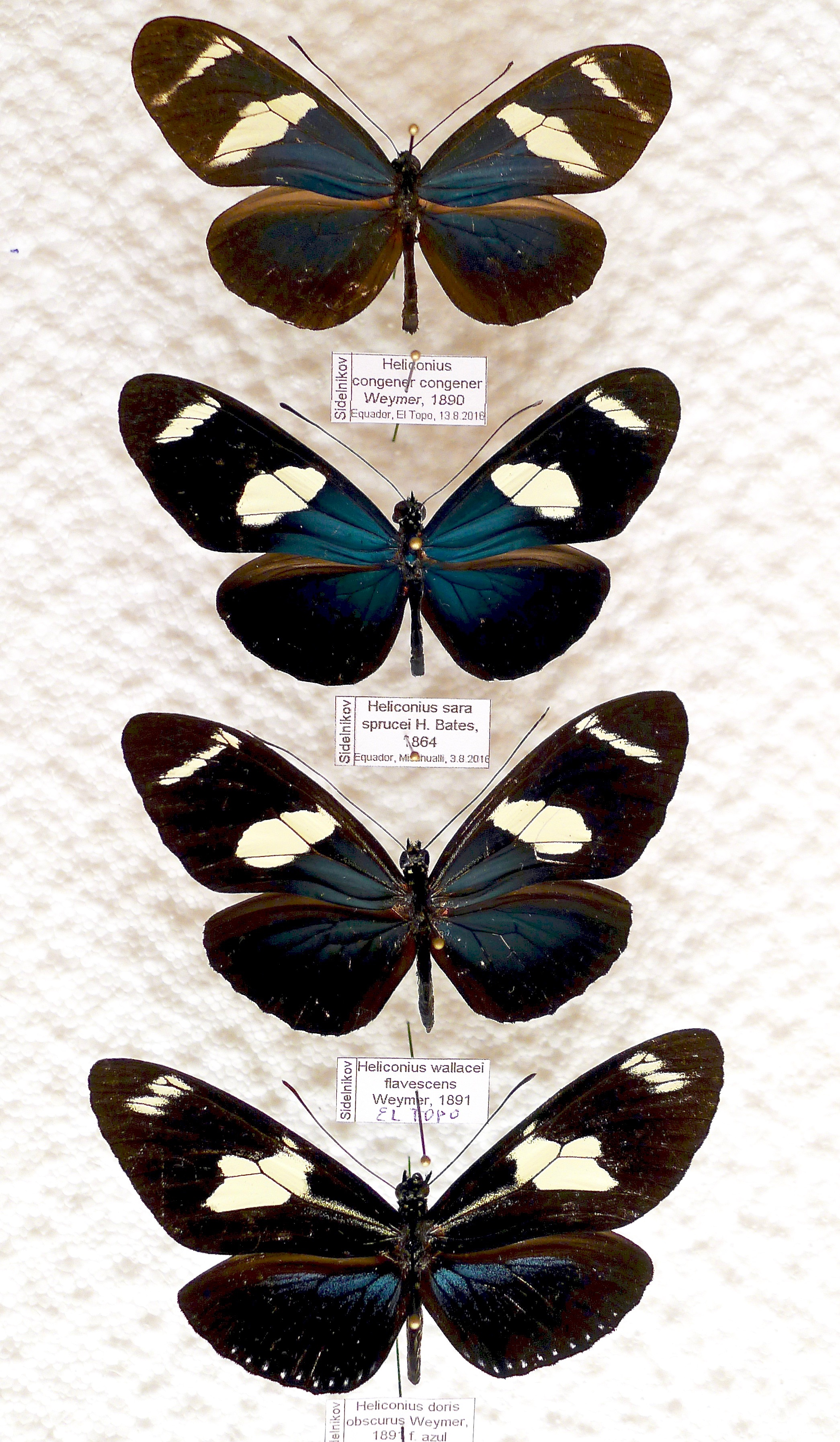
Von oben nach unten:
Heliconius congener, Heliconius sara, Heliconius wallacei, Laparus doris

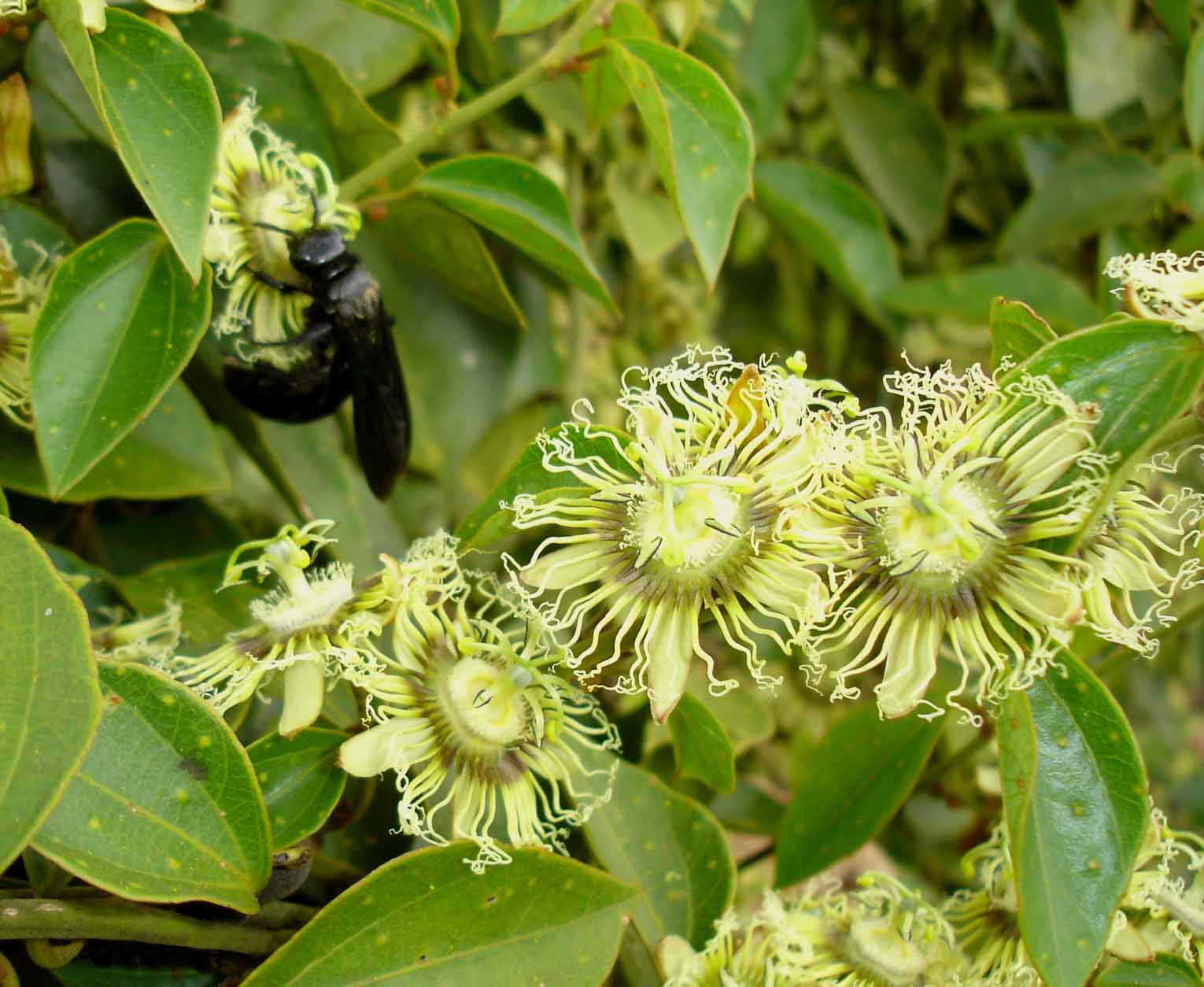
Passiflora auriculata,
die Nahrungspflanze der Raupen

Heliconius sara ist ein in Mittel- und Südamerika vorkommender Schmetterling (Tagfalter) aus der Gattung Heliconius in der Familie der Edelfalter (Nymphalidae). Johann Christian Fabricius benannte die Art nach Sara mit der Bedeutung „Prinzessin“.

## Beschreibung

### Falter
Die Falter erreichen eine Flügelspannweite von 55 bis 60 Millimetern. Ihre Vorderflügel sind lang und schmal. Die Grundfarbe ist schwarz, über jede Vorderflügeloberseite verlaufen zwei weiße Querbänder, ein breites durch die Diskalregion, sowie ein schmales nahe dem Apex. Einige schwarze Adern durchziehen diese Bänder. Je nach Lichteinfall schimmert die Basalregion aller Flügeloberseiten in kräftigen blauen Tönungen. Die Zeichnung der Vorderseiten scheint auf die Flügelunterseiten hindurch. Zusätzlich heben sich am Innenrand der Hinterflügel einige kleine rote Flecke ab. Die Fransen sind weiß.

### Ei
Das Ei von Heliconius sara hat eine gelbe Farbe, ist kegelförmig und mit vielen gezackten Längsrippen versehen. Es wird einzeln oder in kleinen Gruppen an der Wirtspflanze abgelegt.

### Raupe
Die Raupen sind gelbweiß gefärbt, über die Körperoberfläche leicht schwarz punktiert und gestreift sowie mit langen, schwarzen, leicht verzweigten Dornen versehen. Der Kopf ist schwarz.

### Puppe
Die hellbraun gefärbte Puppe zeigt einen hervorstehenden Sattel und am Hinterleib viele Dornen sowie zwei lange Kopfanhänge.

### Ähnliche Arten
Die meisten Falter von Heliconius congener, Heliconius wallacei und Laparus doris sind äußerlich von Heliconius sara praktisch nicht zu unterscheiden. Die Imagines dieser Arten zeigen eine außerordentlich ähnliche Flügelzeichnung, die sich im Laufe der Evolution immer weiter angeglichen hat. Es handelt sich hierbei um ein Beispiel des von Johann Friedrich Theodor Müller gegründeten Prinzips der Müller′schen Mimikry, die besagt, dass unterschiedliche Arten, die für Fressfeinde giftig sind, ein sehr ähnliches Aussehen mit einer Warnfarbe annehmen (Aposematismus) und von diesen deshalb gemieden werden.

## Verbreitung und Lebensraum
Heliconius sara kommt in Mittelamerika sowie dem Norden und der Mitte Südamerikas verbreitet vor. In den einzelnen Vorkommensgebieten werden derzeit zehn Unterarten geführt. Die Art besiedelt in erster Linie tropische Regenwälder, ist jedoch auch in Gärten und Parkanlagen zu finden. Die Höhenverbreitung reicht vom Meeresspiegel bis in Höhenlagen von 1500 Metern.

## Lebensweise
Die Falter fliegen das ganze Jahr hindurch in fortlaufenden Generationen. Sie besuchen zur Nektaraufnahme gerne Blüten von Wandelröschen-, Hamelia-, Psiguria oder Palicourea-Arten. Sie nehmen auch Pollen auf. Die Pollen von Psiguria-, Citrullus- und Gurania-Blüten enthalten Aminosäuren, die nicht aus Nektar gewonnen werden können. Sie tragen in hohem Maße zur Langlebigkeit der Schmetterlinge bei, die teilweise bis zu neun Monate leben. Bereits im Puppenstadium emittieren die Weibchen kurz vor dem Schlüpfen Pheromone, die die Männchen anlocken. Diese warten dann – oft in Anzahl – in der Nähe und begatten die Weibchen unmittelbar nach dem Schlüpfen, zuweilen sogar bereits während des Schlüpfvorgangs. Nachts versammeln sich Falter von Heliconius sara in kleinen Gruppen an Übernachtungsplätzen. Die Raupen ernähren sich ausschließlich von der zu den Passionsblumen (Passiflora) zählenden Passiflora auriculata. Sie werden, ebenso wie später die Falter durch die aus diesen Pflanzen aufgenommenen Giftstoffe für Fressfeinde ungenießbar. Mit in den Pflanzen enthaltenen Glycosiden sind in der Lage, für sie selbst toxische Stoffe in nichttoxischer Form zu speichern, sodass die eingelagerten Cyanide nur für Fressfeinde schädlich sind.

## Gefährdung
Die Art ist weit verbreitet und gebietsweise nicht selten. In der Roten Liste gefährdeter Arten  gibt es noch keinen Eintrag.